# جميلة عمايرة
جميلة توفيق عمايرة (ولدت في السلط سنة 1963) هي صحفية وكاتبة قصة قصيرة وروائية أردنية.

## حياتها
وُلدت جميلة توفيق عمايرة في السلط سنة 1963، وأنهت الثانوية العامة سنة 1982، ثم حصلت على دبلوم صحافة، ثم عملت في قسم المطبوعات والنشر بوزارة التربية والتعليم إلى أن تقاعدت سنة 2001، وهي عضو هيئة تحرير مجلة «تايكي» المعنية بالإبداع النسوي، والتي تصدر عن أمانة عمان الكبرى، ومتفرغة للكتابة الإبداعية. حصلت عمايرة على شهادة البكالوريوس في الأدب الإنجليزي من جامعة فيلادلفيا سنة 2003.
عمايرة عضو رابطة الكتاب الأردنيين، وعضو مؤسس بكل من منتدى زيّ الثقافي بالسلط، وجمعية النهوض بالمرأة الأردنية.

## من مؤلفاتها
- صرخة البياض (مجموعة قصصية، دار أزمنة للنشر والتوزيع، عمّان): طبعتان (1993، 1995)
- سيدة الخريف (مجموعة قصصية، المؤسسة العربية للدراسات والنشر، بيروت): 1999.
- الدرجات (مجموعة قصصية، دار أزمنة للنشر والوزيع، عمان): 2004.
- بالأبيض والأسود (رواية قصيرة (نوفيلا)، دار الشروق للنشر والتوزيع، عمّان): 2007.
- دم بارد (مختارات قصصية، دار ميريت، القاهرة): 2006.